# HMNZS Canterbury (L421)
L'HMNZS Canterbury (pennant number L421) è un vascello multiruolo (MRV) della Regia Marina della Nuova Zelanda.
La HMNZS Canterbury è una nave anfibia e da trasporto militare marittimo (sealift) della classe Protector. Essa fornisce alla New Zealand Defence Force la capacità di trasportare e dispiegare personale, veicoli e rifornimenti lungo i 15.000 chilometri di costa della Nuova Zelanda e oltreoceano.
La HMNZS Canterbury è una nave multiruolo (MRV) e la sua missione principale è quella di schierare personale, veicoli e merci utilizzando l'infrastruttura portuale convenzionale o direttamente nave-terra utilizzando mezzi da sbarco, barche o elicotteri.
Concepita come parte di Progetto Protector, la nave è stata costruita a Rotterdam da Merewede Shipyards – sul progetto della nave Ro-Pax Ben-my-Chree – e poi allestita da Tenix Shipbuilding (ora BAE Systems Australia) a Williamstown.
Nella Royal New Zealand Navy essa è ufficialmente classificata Amphibious support and military sea lift vessel (vascello di supporto anfibio e di trasporto militare marittimo) ed ha il pennant number L, delle navi da trasporto anfibio (LPD).